# Ndu
Ndu ist eine Gemeinde in Kamerun in der Region Nord-Ouest im Département Donga-Mantung. 

## Geografie
Ndu liegt im Nordwesten Kameruns, etwa 30 Kilometer südöstlich der Bezirkshauptstadt Nkambé und 50 Kilometer bis zur Grenze Nigerias.

## Verkehr
Ndu liegt an der Nationalstraße N11.